# 小行星9143
小行星9143（9143 Burkhead）是一颗绕太阳运转的小行星，为主小行星带小行星。该小行星于1955年9月16日发现。

## 轨道参数
小行星9143的轨道半长轴为2.2183544 UA，离心率为0.197。